# Uppsala ångbåtslinjer
Uppsala ångbåtslinjer var den gods- och passagerartrafik med ångbåt som tidigare bedrevs på Uppsala.
Sedan förhistorisk tid har Uppsala fungerat som hamn, men med landhöjningen blev dock sjöfarten allt mindre betydande för hamnen. Ända in på 1800-talet förekom seglation med postjakter, trots att särskilt sista sträckan längs Fyrisån då orsakade svårigheter för jakterna. Två segelskutor, Löparen och Carl Johan gick i trafik med Uppsala som hemmahamn så sent som 1873.
Då ångbåten introducerades gick den första reguljära ångbåtsturen 19 september 1818 med passagerare ombord på Amphitrite från Stockholm till Västerås marknad, men redan 30 september 1818 gick hon även med passagerare från Stockholm till Uppsala marknad.   

## Rederier, båtar, varv och linjer
- För ospecificerade bolag
  - Amphitrite i trafik Stockholm–Uppsala 1818 och 1821
  - Upsala (byggd 1822) i trafik Stockholm–Uppsala 1822–1838
  - Freya i trafik Stockholm Uppsala 1837–1845 (senare såld till västkusten och omdöpt till Carl IX)
  - Thor i trafik Stockholm–Uppsala 1837–1840 (hade tidigare utfört bogseringar på Vänern under namnet Sleipner, senare såld till kanalfart på Karlstad med namnet Wermland)
  - Oden i trafik Stockholm–Uppsala 1837-1861
  - Garibaldi i trafik Stockholm–Flottsund 1861 (senare inköpt av ångfartygs AB Garibaldi, se nedan)
  - Svanen ångslup i trafik Varpsund–Uppsala 1870
  - Marianne ångslup i trafik Ytternäs–Uppsala 1902–1904
  - Delfin ångslup i trafik Varpsund–Uppsala 1903–1905
  - Greta ångslup i trafik Uppsala–Dalby 1915–1919
  - Märta ångslup i trafik Uppsala–Dalby 1919–1928

- Upsala Ångfartygs Bolag
  - Upland i trafik Stockholm–Uppsala 1837–1860 (senare såld till Norrland där den gick under namnet Sollefteå)
  - Upsala (byggd 1845) i trafik Stockholm-Uppsala 1845–1854
  - Carl von Linné i trafik Stockholm–Uppsala 1849–1866
  - Prins Gustaf i trafik Stockholm–Uppsala 1855–1866
  - Upsala (byggd 1860) i trafik Stockholm–Uppsala 1860–1889
  - Fyris i trafik Stockholm–Uppsala 1863–1868

- Nya Aktie-Bolaget för Uppsala Sjöfart
  - Activ i trafik Stockholm-Uppsala 1853

- Ångfartygs AB Garibaldi
  - Garibaldi i trafik Stockholm–Uppsala 1862–1889
  - Hållviken II i trafik Stockholm–Uppsala under Garibaldis reparation 1870
  - Fyris II i trafik Stockholm–Uppsala 1876–1926
  - Fyris I i trafik Stockholm–Uppsala 1889–1926
  - Nya Upsala i trafik Stockholm–Uppsala 1898–1926
  - Ekoln I ångslup i trafik Uppsala-Örsundsbro 1908–1911
  - Ekoln II (byggd 1896) ångslup i trafik Örsundsbro–Uppsala, tidvis Sigtuna-Uppsala 1896–1908
  - Örsundsbro ångslup i trafik 1906–1908

- H. W. Söderman
  - Menotti ångslup i trafik Stockholm–Flottsund 1864–1867, 1867 även trafik till Örsundsbro

- Ångslups Aktiebolaget Ekoln
  - Ekoln II (byggd 1880) ångslut i trafik Uppsala–Skokloster, vissa lustturer till Friberg, Arnö och Dalby 1880–1896 (1882–1883 uträckt till Vallbyvik utanför Sigtuna)
  - Nornan ångslup i trafik Uppsala-Örsundsbro–Högby 1882–1889
  - Delfin ångslut i trafik Uppsala–Skokloster 1888–
  - Ekoln I ångslup i trafik Uppsala–Örsundsbro 1891–1908
  - Ekoln II (byggd 1896) ångslup i trafik Örsundsbro–Uppsala, tidvis Sigtuna–Uppsala 1908-1911
  - Örsundsbro ångslup i trafik 1908–1911

- Ångfartygs Aktiebolaget Nya Upsala
  - Nya Upsala i trafik Stockholm–Uppsala 1880–1898

- Rederi-Bolaget Upsala
  - Upsala i trafik Stockholm–Uppsala 1891–1894

- Upsala Ångqvarns AB
  - Örsundsbro i trafik Örsundsbro-Uppsala (tidvis anlöpande Varpsund) 1893–1896, därefter omdöpt till Upsala på trafik Stockholm–Uppsala 1896–1897

- Ångslups AB Tor
  - Tor ångslup i trafik Dalby–Uppsala 1908–1914

- Firma Ossian Olsson
  - Signe i trafik åt Upsala Valskvarn 1922–1926
  - Bertil i trafik åt Upsala Valskvarn 1922–1926

- Trafik AB Mälaren-Hjälmaren
  - Fyris II i trafik Stockholm–Uppsala 1926–1934
  - Fyris I i trafik Stockholm–Uppsala 1926–1934
  - Nya Upsala i trafik Stockholm–Uppsala 1926–1934 (I trafik på Uppsala under annat bolag till 1939)
  - Signe i trafik Stockholm–Uppsala 1926–1934 (I trafik på Uppsala under annat bolag till 1945)
  - Bertil i trafik Stockholm–Uppsala 1926–1934